# Töpen
Töpen è un comune tedesco di 1 213 abitanti, situato nel land della Baviera.
Appartiene al circondario di Hof ed è parte della Verwaltungsgemeinschaft Feilitzsch.

## Geografia antropica

### Suddivisioni amministrative
Appartengono al comune le frazioni (Ortsteil) di Fattigsmühle, Hohendorf, Isaar, Mödlareuth, Obertiefendorf e Untertiefendorf.